# Sheila Gonzalez Mardones
Sheila Gonzalez Mardones (Vilanova i la Geltrú, 1984) és una dissenyadora, docent i investigadora catalana que treballa en el camp del disseny i la comunicació visual. Llicenciada en Belles Arts amb l'especialitat en Disseny per la Universitat de Barcelona l'any 2006, i llicenciada en Comunicació Audiovisual per la Universitat Oberta de Catalunya l'any 2011.
És Doctora en Belles Arts per la Universitat de Barcelona (Línia recerca en Disseny) l'any 2016. Ha contribuït en la recerca sobre la disciplina del disseny, la figura professional del dissenyador gràfic, la docència del disseny i el disseny per la salut. La seva activitat professional s’ha centrat en el camp de la docència i la recerca.

## Trajectòria
Va iniciar la seva experiència en el camp del disseny des de molt jove, conceptualitzant, dibuixant i construint carrosses. Ha treballat com a dissenyadora gràfica tant per a empreses privades com per entitats culturals com l’Orquestra de Cambra Catalana.
La seva activitat docent comença en 2008 a l’Escola Municipal d’Art Arsenal, de Vilafranca del Penedès, dirigida per l’Albert Abella Nosàs, on impartirà docència en cicles formatius d’Arts Plàstiques i Disseny tant de Grau mitjà com de Grau Superior en gràfica impresa, interactiva i audiovisual. Entrarà a formar part de l’Equip Directiu com a secretària Acadèmica el 2014. Es tracta d’un centre de referència pioner en la implantació del sistema ABP (Aprenentatge Basat en Projectes) en la docència completa en cicles formatius de Grau Superior (Centre Pilot del Departament d’Educació). Allà entén la importància de la interdisciplinarietat, la coordinació i el treball en equip en la docència d’una disciplina com el disseny i té l'oportunitat d’experimentar i profunditzar en la recerca sobre sistemes d’innovació docent aplicada a l’àmbit del disseny.
A partir del 2017 accedeix a l’àmbit universitari, primer en docència en línia al Grau en disseny digital de la UOC i després com a professora de la Universitat de Barcelona impartint docència a Grau i Màster. Coordina el Màster interuniversitari d’Estudis Avançats en Disseny Barcelona (MBDesign) de la Universitat Politècnica de Catalunya i la Universitat de Barcelona.
Pel que fa a la recerca desenvolupa la seva activitat en l’àmbit de la definició disciplinària i professional, competències, tipologies projectuals, el disseny gràfic, la tipografia, la identitat visual corporativa, la docència del disseny i el disseny per la salut. Forma part del grup consolidat de recerca: Grup de Recerca en Disseny (SGR- Cat 2021).
Ha participat des de 2019 en projectes competitius d’alt impacte principalment internacionals finançats per organismes europeus com CKDsens, Able o Studies on Iberoamerican Visual Design Cultures. Ha participat en nombrosos congressos internacionals de la seva disciplina i ha publicat en revistes nacionals d’alt impacte disciplinari com Grafica o internacionals com Universal Journal of Educational Research o Revista chilena de diseño creación y pensamiento (RChD). També ha publicat capítols de llibre en editorials de primer nivell com per exemple Dykinson o Springer.
Ha participat de forma activa en el desenvolupament de projectes de disseny per la salut, amb un alt impacte social com el Projecte CAR3Do ASTICH. Tots dos en col·laboració amb l'Hospital Sant Joan de Déu, on el primer es van dissenyar dispositius de protecció individual davant la Covid-19 i, en el segon una sèrie d’objectes (joguines) terapèutiques per la rehabilitació de nens amb hemiparèsia congènita.

## Obres i exposicions
Compta amb dues peces al fons de patrimoni artístic de la Facultat de Belles Arts de la Universitat de Barcelona, el cartell de Sant Jordi 2023, dedicat al 150è aniversari de l’edifici històric i la nadala de la Facultat de Belles Arts 2023 realitzada junt amb el Dr. Enric Tormo Ballester i el Dr. Oriol Moret Viñals. Diverses peces fetes pel Grup de Recerca en Disseny en el marc del projecte CAR3D han estat incorporades al fons del Museu del Disseny de Barcelona.
Ha participat en exposicions col·lectives nacionals i internacionals com la Poster Design Exhibition Suwon el 2023, The collective, a la 11th Asia Graphic Design Triennale el 2021, Des de les trinxeres, exposició itinerant a Barcelona, Objectes Comuns, exposició permanent del Museu del Disseny de Barcelona, Emergència! Dissenys contra la Covid-19 al Museu del Disseny de Barcelona i Disseny + Salut al Muvim de València el 2022/23.